# Lacapelle-del-Fraisse
Lacapelle-del-Fraisse ist eine französische Gemeinde mit 402 Einwohnern (Stand: 1. Januar 2022) im Département Cantal in der Region Auvergne-Rhône-Alpes (vor 2016 Auvergne); sie gehört zum Arrondissement Aurillac und zum Kanton Arpajon-sur-Cère. 

## Geographie
Lacapelle-del-Fraisse liegt etwa 15 Kilometer südlich von Aurillac. Umgeben wird Lacapelle-del-Fraisse von den Nachbargemeinden Lafeuillade-en-Vézie im Norden und Nordosten, Ladinhac im Osten, Labesserette im Südosten, Sansac-Veinazès im Süden sowie Marcolès im Westen.

## Bevölkerungsentwicklung
| Jahr                       | 1962 | 1968 | 1975 | 1982 | 1990 | 1999 | 2006 | 2011 | 2019 |
| Einwohner                  | 346  | 294  | 305  | 261  | 262  | 251  | 277  | 308  | 360  |
| Quellen: Cassini und INSEE |      |      |      |      |      |      |      |      |      |

## Sehenswürdigkeiten
- Kirche Saint-Pierre-aux-Liens
- Schloss Menthière
- ethnographisches Museum von Le Venaizés

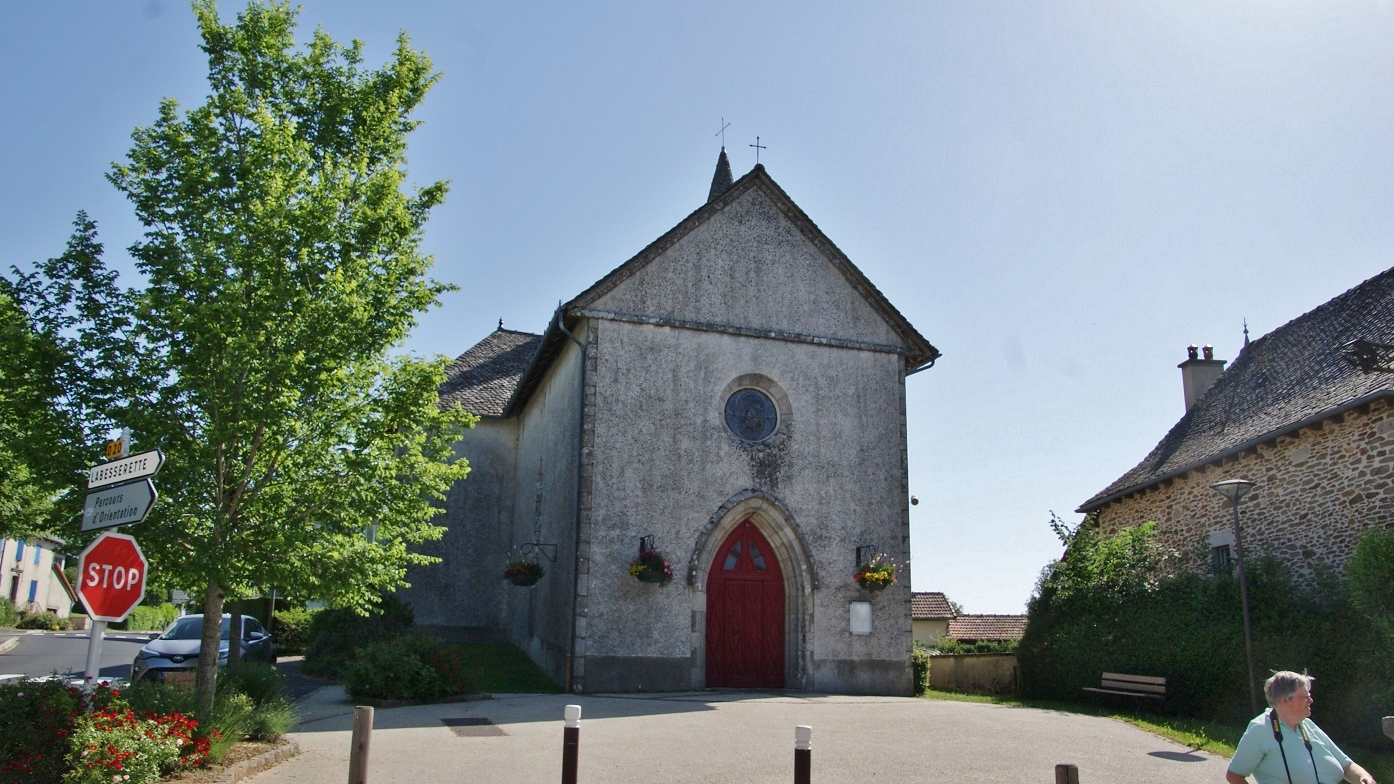
Kirche Saint-Pierre-aux-Liens